# Verdi Arcobaleno
I Verdi Arcobaleno erano una formazione politica italiana, di carattere ambientalista, fondata nel maggio 1989 dalla confluenza dell'area Arcobaleno di Democrazia Proletaria, rappresentata da Mario Capanna, Guido Pollice, Gianni Tamino ed Edo Ronchi; di esponenti del Radicali, come Maria Adelaide Aglietta, Adele Faccio, Francesco Rutelli e Franco Corleone, e di altri ambientalisti.

## Storia
Nel giugno 1989 parteciparono alle elezioni per il Parlamento europeo, con la denominazione di Verdi Arcobaleno per l'Europa, ottenendo il 2,4% dei voti e 2 seggi: Maria Adelaide Aglietta e Virginio Bettini.
Alle regionali del 1990, i Verdi Arcobaleno decidono di presentarsi in alcune regioni da soli ed in altre formando una lista unica con le Liste Verdi, confermando il risultato delle europee dell'anno precedente.
Quello stesso anno si svolgono tre referendum promossi dai Verdi, Verdi Arcobaleno, da altre forze politiche e da alcune associazioni ambientaliste contro la legge sulla caccia, il diritto dei cacciatori di accedere ai fondi altrui anche senza il consenso del proprietario e l'uso dei pesticidi nell'agricoltura. In tutti e tre i quesiti prevalgono nettamente i sì, ma a causa del mancato raggiungimento del quorum le norme sottoposte ad abrogazione rimangono in vigore.
Nel dicembre successivo, all'Assemblea dei Verdi tenutasi a Castrocaro, avviene l'unificazione definitiva tra la Federazione delle Liste Verdi e i Verdi Arcobaleno: nasce la Federazione dei Verdi.

## Risultati elettorali
| Elezione     | Voti    | %    | Seggi  |
| ------------ | ------- | ---- | ------ |
| Europee 1989 | 830.980 | 2,39 | 2 / 81 |